# Джим Ріш
Джеймс Елрой «Джим» Ріш (англ. James Elroy «Jim» Risch; нар. 3 травня 1943, Мілвокі, штат Вісконсин) — американський політик, член Республіканської партії, з травня 2006 по січень 2007 року був 31-им губернатором штату Айдахо. З січня 2009 член Сенату США від цього штату, голова Комітету з міжнародних відносин Сенату.

## Біографія

### Молодість та освіта
Він народився у Мілвокі, штат Вісконсин, але живе в Айдахо. Він закінчив Університет Айдахо, отримавши ступінь бакалавра з лісового господарства в 1965 році. Другу освіту, юридичну, також отримав у тому ж університеті в 1968 році. У 1970 році обраний прокурором округу Ада, де він живе. Одночасно викладав право в Університеті Айдахо. Вважається одним з найкращих юристів у штаті Айдахо.

### Особисте життя
Він одружений з Вікі Ріш. У них троє дітей і п'ять онуків.

## Політична діяльність
У 1974 році він був вперше обраний до Сенату Айдахо, де з 1976 року обіймав різні керівні пости (наприклад, лідер республіканської більшості і тимчасовий голова Сенату). У 1988 році зазнав поразки від демократа адвоката Майка Беркетта, однак Ріш повернувся до Сенату в 1994 році.
У 2002 році він балотувався на посаду віце-губернатора штату Айдахо, здолавши на праймеріз Джека Ріггса і переміг на виборах. 26 травня 2006, після того, як губернатор Айдахо Дірк Кемпторн отримав посаду міністра внутрішніх справ, Джим Ріш зайняв його місце.

## Політичні ініциативи
16 липня 2023 року вніс в Сенат проект закону, який надає право президенту США конфіскувати російські державні активи заморожені в США, та передавати їх на відбудову України.